# Воздушная яма
Воздушная яма — разговорный термин, применяемый к тряске или другим колебаниям при полёте на летательном аппарате, в результате прохождения зоны турбулентности, то есть участка атмосферы с нестабильностью воздушных масс.
В среде авиационных специалистов принят термин — болтанка.

## Механизм явления
При резком изменении давления или температуры воздуха (то есть его плотности), или направления ветра изменяется установившаяся подъёмная сила крыла летательного аппарата, что вызывает резкое изменение, как правило, продольной перегрузки и специфические ощущения у экипажа и пассажиров. Характерным примером будет болтанка при полёте в облаках, вызванная постоянно меняющейся плотностью воздуха.
При положительной перегрузке (ускорение направлено от ног к голове, а вектор перегрузки — от головы к ногам) кровь уходит от головы в ноги, желудок опускается вниз. При отрицательной перегрузке увеличивается приток крови к голове.
Для большинства тяжёлых маломанёвренных самолётов, к которым также относятся и пассажирские лайнеры, нормальной (эксплуатационной) считается перегрузка до 2,5 g.
Болтанка практически не возникает при полёте на больших высотах, но увеличивается при уменьшении высоты полёта, так как на стабильность атмосферы начинают оказывать влияние восходящие потоки воздуха, возникающие в результате нагрева поверхности земли. Наиболее опасна болтанка при заходе на посадку, ввиду малой скорости полёта и близости к земле. Особенно опасен т. н. сдвиг ветра, то есть резкое изменение направления ветра.
Также за каждым летательным аппаратом движется спутный след — искусственная турбулентность, то есть возмущённый воздушный поток. При попадании самолёта в спутный след также возникает болтанка, особенно опасная для небольших воздушных судов (см. ниже). Время рассеивания спутного следа ограничивает интенсивность взлётов и посадок в аэропортах.
Для уменьшения болтанки на самолётах применяют гибкое крыло, воспринимающее на себя знакопеременные нагрузки. Также применяют различные автоматы демпфирования, которые при несанкционированных эволюциях самолёта (или вертолёта) самостоятельно возвращают его в первоначальное положение. Большие самолёты трясёт намного меньше, чем маленькие, так как они куда более массивны (более инертны).